# Fulc de Guînes
Fulc de Guînes (Foulques de Guînes) (d. înainte de 1125) a fost un participant la Prima cruciadă, devenit primul senior de Beirut (1110–cca. 1117).
Fulc era originar din Guînes, așezare situată în apropiere de Boulogne-sur-Mer, fiind cel de al doilea fiu al contelui Balduin I de Guînes și rudă îndepărtată a conților de Boulogne.
Fulc, alături de frații săi Guy, Ugo și Manasse Robert, și-a dat consimțământul față de un privilegiu pe care tatăl lor îl acordare fundației sale monahale din Saint-Médard de Andres în 1084. Fulc și Ugo, pe atunci arhidiacon, a fost martori la o diplomă emisă de Manasse, la acea vreme conte, pentru aceeași mănăstire, în 1097. În 1117, Fulc și Guy au subsacris privilegiul prin care același Manasse a întemeiat o mănăstire dedicată Sfântului Leonard în suburbiile din Guînes.
Fulc i-a însoțit pe conții Eustațiu al III-lea de Boulogne și Robert al II-lea de Flandra în prima cruciadă din 1096, alături de cei trei frați ai săi și de tatăl lor. El a obținut senioria asupra Beirutului după ce ruda sa, regele Balduin I al Ierusalimului, a cucerit acel oraș, după cum este relatat în scurtul poem anonim, "Vers despre iluștrii bărbați din dioceza de Thérouanne care au mers în Sfânta Expediție":
| Fulcho Gisnensis urbem tenuit Baruth, in qua Antistes sedit Balduinus Boloniensis. |

Fulc era deja decedat în 1125, atunci când Valter de Brisebarre figurează ca senior de Beirut. Potrivit cronicii lui Lambert de Ardres, el a fost înmormântat în Palestina: "Fulc, conte în fața Beirutului în Țara Făgăduinței [a fost] înmormântat acolo" (Fulconem in terra promissionis comitem apud Baruth, ibique demum sepultum).